# Рзаев, Джанбулаг Якуб оглы
Джанбулаг Якуб оглы Рзаев (азерб. Canbulaq Yaqub oğlu Rzayev; 26 февраля 1968 — 26 февраля 1992) — военнослужащий Вооружённых сил Республики Азербайджан, Национальный Герой Азербайджана (1992).

## Биография
Родился Джанбулаг Рзаев 26 февраля 1968 года в селе Чухурмагла, Агдамского района Азербайджанской ССР. Джанбулагом его назвал дядя (брат отца). Впоследствии отец, по воспоминаниям матери, стал называть Джанбулага Джанполадом. Это имя затем и закрепилось за нимДокументальный фильм про Рзаева на YouTube.
В родном селе Джанбулаг прошёл обучение в средней общеобразовательной школе. В 1988 году был призван на срочную военную службу в ряды советской армии. Службу проходил в ракетных войсках. С началом армяно-азербайджанского конфликта Джанбулаг добровольно вернулся на родину в Азербайджан.
Принимал активное участие в вооружённых сопротивлениях в Ханабаде, Аскеране, Гаракенде. В феврале в Ходжалы армянские силы устроили резню. Рзаев бросился помогать соотечественникам. На своём танке он направился к деревне Каракая. Уничтожив огнём из боевой машины вражеские позиции, он помогал мирному населению эвакуироваться. В этом бою 26 февраля 1992 года получил смертельное ранение.
Его отец, Рзаев Якуб Алескер оглы по прозвищу Гатыр Мамед, был командиром батальона “Карабахские ястребы" из добровольческих отрядов самообороны, созданных в Агдаме во время военного конфликта.
Джанбулаг был женат, воспитывал двоих детей.

## Память
Указом Президента Азербайджанской Республики № 833 от 7 июня 1992 года лейтенанту Джанбулагу Якуб оглы Рзаеву было присвоено звание Национального Героя Азербайджана (посмертно).
Похоронен на Аллее шехидов города Агдам.